# Музей африканских цивилизаций
Музей африканских цивилизаций (фр. Musée des civilisations noires) — государственный исторический музей в Дакаре, в Сенегале. Открыт 6 декабря 2018 года. Инициатором создания музея в 1966 году выступил президент Леопольд Седар Сенгор. Экспозиция музея, включающая более 18 000 экспонатов, посвящена истории и культуре африканских народов.

## История
Создание музея, посвящённого африканской культуре, было предложено сенегальским поэтом и политиком Леопольдом Седаром Сенгором на закрытии первого Всемирного фестиваля африканских искусств в 1966 году. Реализации проекта в 1970-х годах помешал экономический кризис. В 2009 году сенегальский президент Абдулай Вад заявил о возобновлении проекта, и 20 декабря 2011 года им был заложен первый камень в фундамент будущего здания музея. Из-за политической нестабильности в стране строительные работы были продолжены только в декабре 2013 года и завершены в декабре 2015 года.
На реализацию проекта было потрачено более 30 миллионов евро, которые Сенегалу предоставила Китайская Народная Республика. Строительство музея велось китайской компанией Shanghai Construction Group. О завершении строительных работ официально было объявлено 26 января 2016 года в присутствии министра культуры и коммуникаций Сенегала Мбагника Ндиайе и вице-министра торговли Китая Цянь Кемина.
Музей был открыт 6 декабря 2018 года президентом Маки Салем, в присутствии президента Коморских островов Азали Ассумани и министра культуры Китая Ло Шугана. Первым директором музея стал сенегальский археолог Хамади Бокум.

## Здание
При создании проекта музея, за образец архитекторами был взят имплювий в Казамансе. Музей занимает площадь в 13 785 м2 и имеет 4 уровня. Кроме выставочных залов, в здании находятся конференц-зал, зрительный зал на 150 мест, административные помещения, выставочная студия, многоцелевые и резервные помещения.

## Собрания
В собрания музея входят около 18 000 экспонатов. Коллекции, кроме исторических, включают многочисленные произведения современных африканских художников и скульпторов, а также авторов, вдохновлённых африканской культурой. Так, при входе в музей посетителей встречает гигантская скульптура баобаба, выполненная гаитянским художником Эдуаром Дюваль-Каррье. Руководство музея проводит политику реституции художественных ценностей, вывезенных из Сенегала в колониальный период. К таким предметам относится меч Эль-Хадж Омара, военачальника XVIII века и члена суфийского братства Тиджания, который ныне хранится в музее армии в Париже.